# 212465 Goroshky
212465 Goroshky è un asteroide della fascia principale. Scoperto nel 2006, presenta un'orbita caratterizzata da un semiasse maggiore pari a 2,7175754 UA e da un'eccentricità di 0,0951849, inclinata di 8,80761° rispetto all'eclittica.